# Olivea colebrookiana
Olivea colebrookiana är en svampart som beskrevs av Thirum. & Yadav 1956. Olivea colebrookiana ingår i släktet Olivea och familjen Chaconiaceae.   Inga underarter finns listade i Catalogue of Life.